# Галансков, Юрий Тимофеевич
Ю́рий Тимофе́евич Галанско́в (19 июня 1939, Москва — 4 ноября 1972, Барашево) — русский советский поэт, диссидент.

## Биография
Родился в рабочей семье. В 1960 году поступил на заочное отделение исторического факультета МГУ, исключён после второго семестра за независимость суждений. В 1965 году поступил на вечернее отделение факультета государственного делопроизводства Московского государственного историко-архивного института.
Активист неформальных поэтических чтений на площади Маяковского (1959—1961).
Политические взгляды Галанскова были довольно эклектичны: они включали в себя элементы анархического пацифизма, солидаризма (последний год перед арестом он тесно взаимодействовал с Народно-трудовым союзом; по информации руководства НТС, он был даже членом организации) и радикального антикоммунизма. В начале 1960-х некоторые инакомыслящие всерьёз рассматривали возможность насильственных форм борьбы с режимом, а Галансков, последовательный сторонник ненасилия, в 1960—1961 годах выступал с инициативой создания «Всемирного Союза сторонников всеобщего разоружения» и даже написал для будущей организации проект программы.
В 1961 году входил в группу, выпустившую самиздатский сборник «Феникс» № 1, в котором были напечатаны его стихотворения «Человеческий манифест» и «Пролетарии всех стран, соединяйтесь». В 1962-м сборник был опубликован в издававшемся в Германии на русском языке журнале «Грани», № 52. Второй номер «Феникса» (или «Феникс-66») Галансков издал самостоятельно, в нём была опубликована его статья «Организационные проблемы движения за полное и всеобщее разоружение и мир во всем мире».
5 декабря 1965 года участвовал в «митинге гласности» в Москве.
19 января 1967 года Галансков был арестован.
12 января 1968 года Галанскова вместе с А. Гинзбургом, которому он помогал в работе над «Белой книгой» о процессе Синявского и Даниэля (Дело Гинзбурга и Галанскова), приговорили к 7 годам лагерей строгого режима. Галансков принимал участие в голодовках. Каторжная работа и систематическое недоедание губительно повлияли на состояние здоровья Галанскова. В это же время у него была диагностирована язва двенадцатиперстной кишки. Отбывал срок в лагере 17-а в посёлке Озёрном (Мордовия). Подавать прошение о помиловании категорически отказался, так как оно означало бы признание вины. 18 октября 1972 года в лагерной больнице (пос. Барашево) Галанскову сделали операцию. Оперировал врач-заключенный, не имеющий квалификации хирурга. После операции этого врача больше не допустили к больному. У Галанскова возник перитонит. Требования о переводе его в гражданскую больницу были отклонены. Врачей с воли в лагерь не допустили. Когда московский профессор получил, наконец, разрешение посетить больного, было уже слишком поздно. 4 ноября 1972 года умер в лагерной больнице от заражения крови после операции.
На его могиле за территорией лагеря вместо дощечки с номером разрешили поставить деревянный крест. 1 сентября 1991 года прах Юрия Галанскова был перевезён в Москву и захоронен на Котляковском кладбище. Там же установлен памятник.
4 ноября 1992 года, в 20-летнюю годовщину смерти, в фойе Московского государственного архивного института (улица Никольская, 15) по инициативе общественности была установлена мемориальная доска Ю. Т. Галанскову, демонтированная в 1996 году.

## Память
В 2018 году снят фильм «Облепиховое лето», в котором эпизодически представлен и Галансков.
В 2020 году в театре «МастерскаЯЮ» был поставлен спектакль «И вдруг неожиданно сделался тигром», в который вошли все стихотворения Юрия Галанскова.

## Оценки
Для лирики Галанскова характерны сильные образы, часто она становится похожа на ритмическую прозу, кричащую отчаянием, освобождающуюся от навязчивых видений о насилии.— Вольфганг Казак